# Ptolemaios von Aloros
Ptolemaios von Aloros (altgriechisch Πτολεμαίος ὁ Ἀλωρίτης Ptolemaíos ho Alōrítēs), ein Adeliger aus der Stadt Aloros, war Regent von Makedonien für den noch unmündigen König Perdikkas III. Nach einer anderen Überlieferung trug er selbst den Titel König von Makedonien. Auch seine Abstammung ist umstritten. So berichtet Diodor, er sei ein Sohn des Amyntas III., was jedoch unwahrscheinlich erscheint. Andere Quellen besagen, er entstamme nicht dem makedonischen Königshaus.
Ptolemaios war mit Eurynoe, der Tochter des Amyntas III. und der Eurydike, verheiratet. Mit Eurydike, seiner Schwiegermutter und Geliebten, soll er einen Mordkomplott gegen Amyntas III. geschmiedet haben. Seine Frau Eurynoe habe jedoch davon erfahren und ihren Vater gewarnt. Als Amyntas III. schließlich eines natürlichen Todes verstorben war, trat 370 v. Chr. sein Sohn Alexander II. seine Nachfolge an. Ptolemaios und Eurydike wollten nun Alexander II. den Thron entreißen, was zunächst durch das Eingreifen des Pelopidas verhindert wurde. 368 v. Chr. ermordete Ptolemaios dennoch Alexander und übernahm die uneingeschränkte Herrschaft über Makedonien. 
Anschließend scheint Ptolemaios Eurydike geheiratet zu haben, doch stieß deren Regierung auf erheblichen Widerstand. Pausanias, ein weiterer Anwärter auf den Königsthron, übernahm die Macht über weite Teile Makedoniens. Nur mit Hilfe des athenischen Heerführers Iphikrates konnte dieser zurückgeschlagen werden, Perdikkas III. wurde zum König gekrönt und Ptolemaios übernahm die Regentschaft für den jugendlichen Herrscher. 365 v. Chr. fiel Ptolemaios einem Mordanschlag des Perdikkas III. zum Opfer, der offenbar seine eigene Stellung absichern wollte.